# Kuterevo
Kuterevo is een plaats in de gemeente Otočac in de Kroatische provincie Lika-Senj. De plaats telt 634 inwoners (2001).

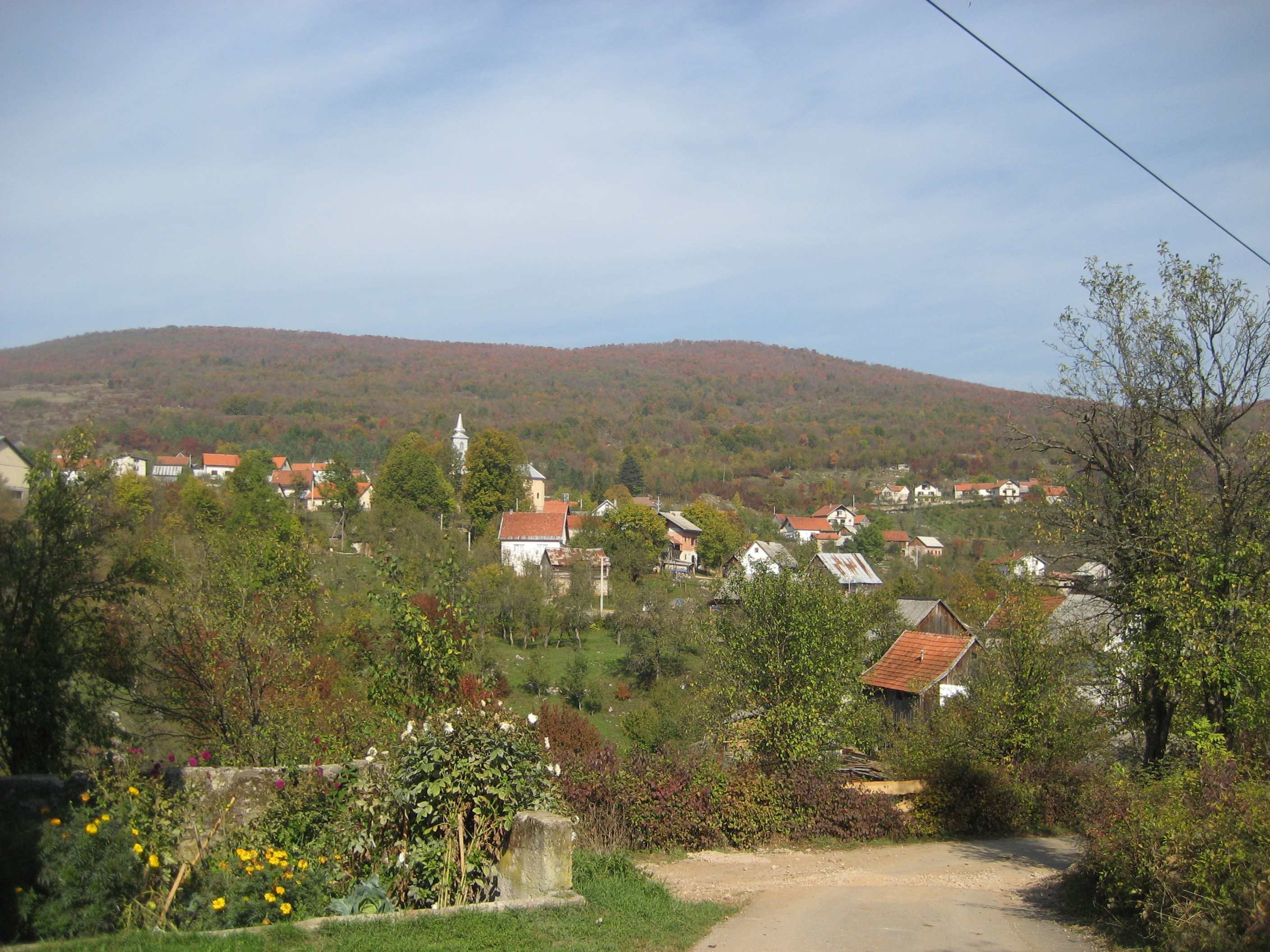
Kuterevo
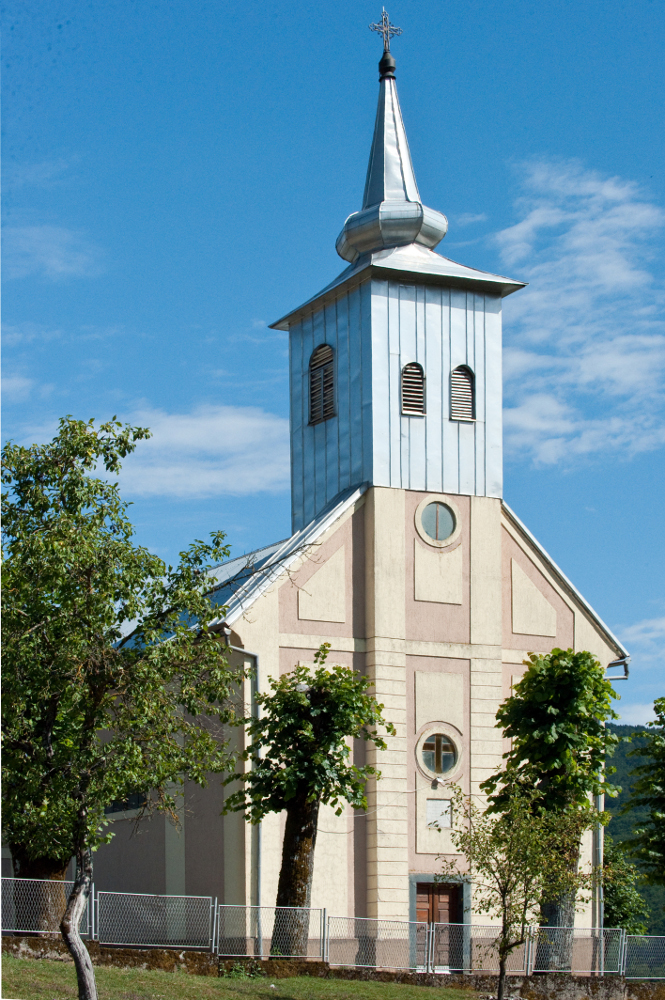
Kerk in Kuterevo